# Nazionale di bob del Liechtenstein
La nazionale di bob del Liechtenstein è la selezione che rappresenta il Liechtenstein nelle competizioni internazionali di bob.
La squadra ha preso parte a tre edizioni dei Giochi olimpici invernali.

## Storia

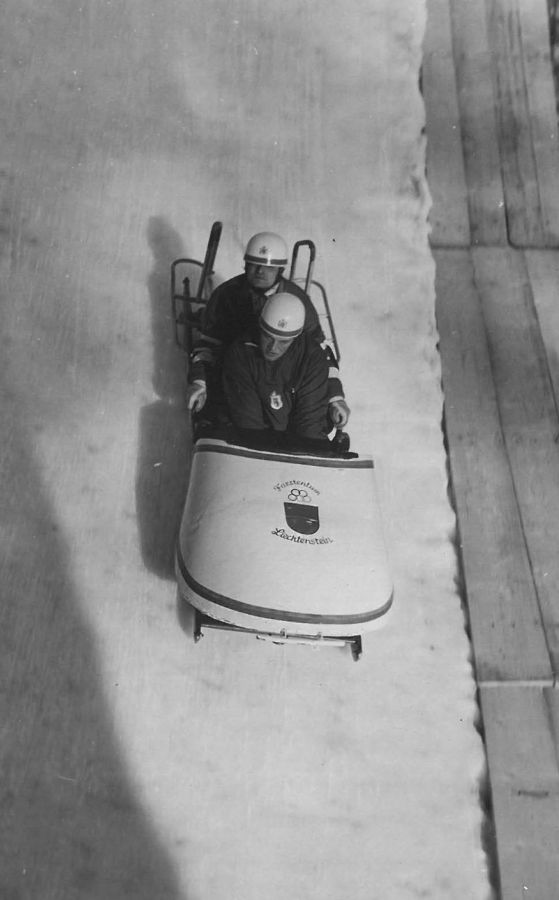
Moritz Heidegger e Weltin Wolfinger in azione a

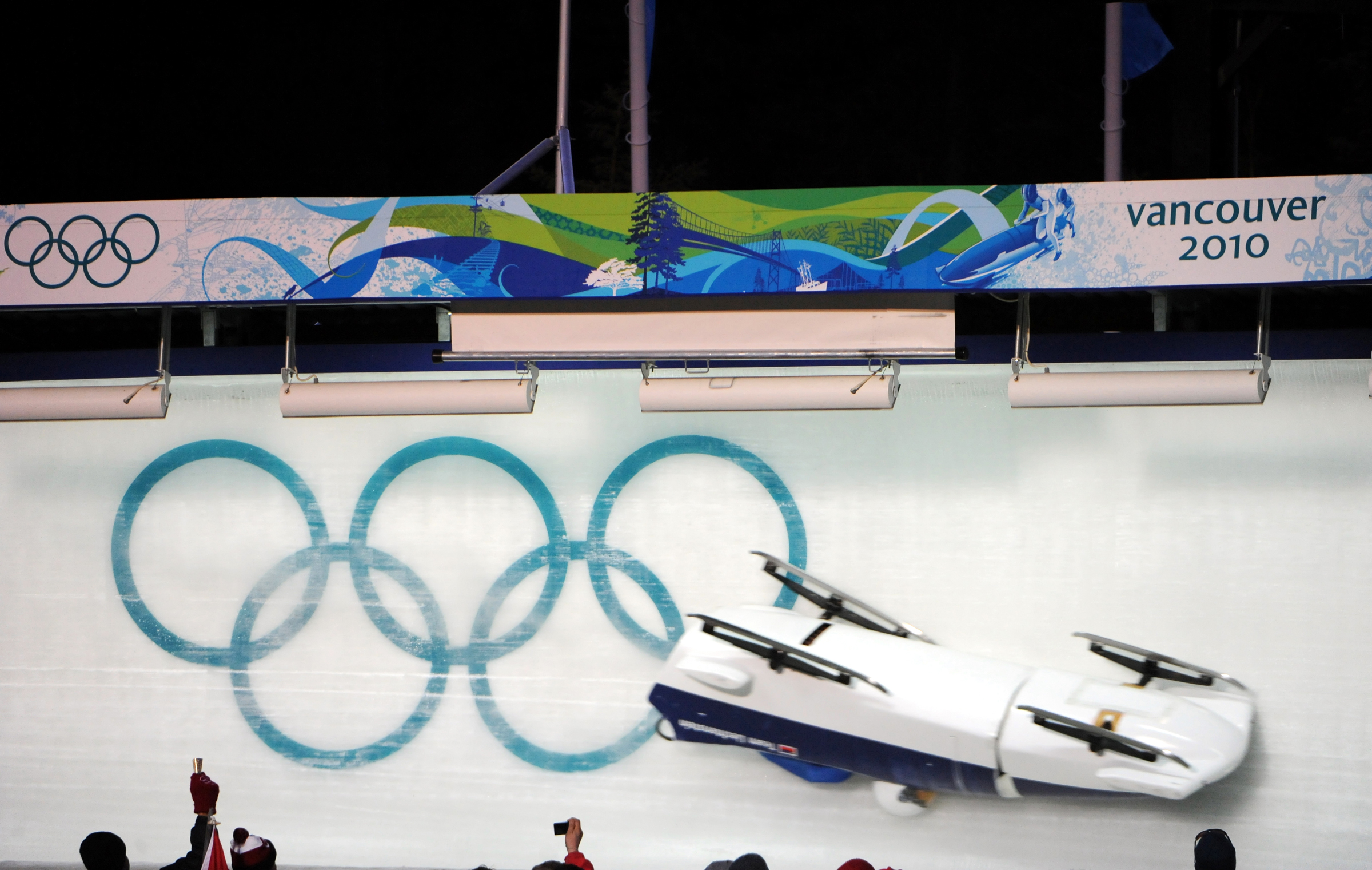
L'incidente di Michael Klingler a

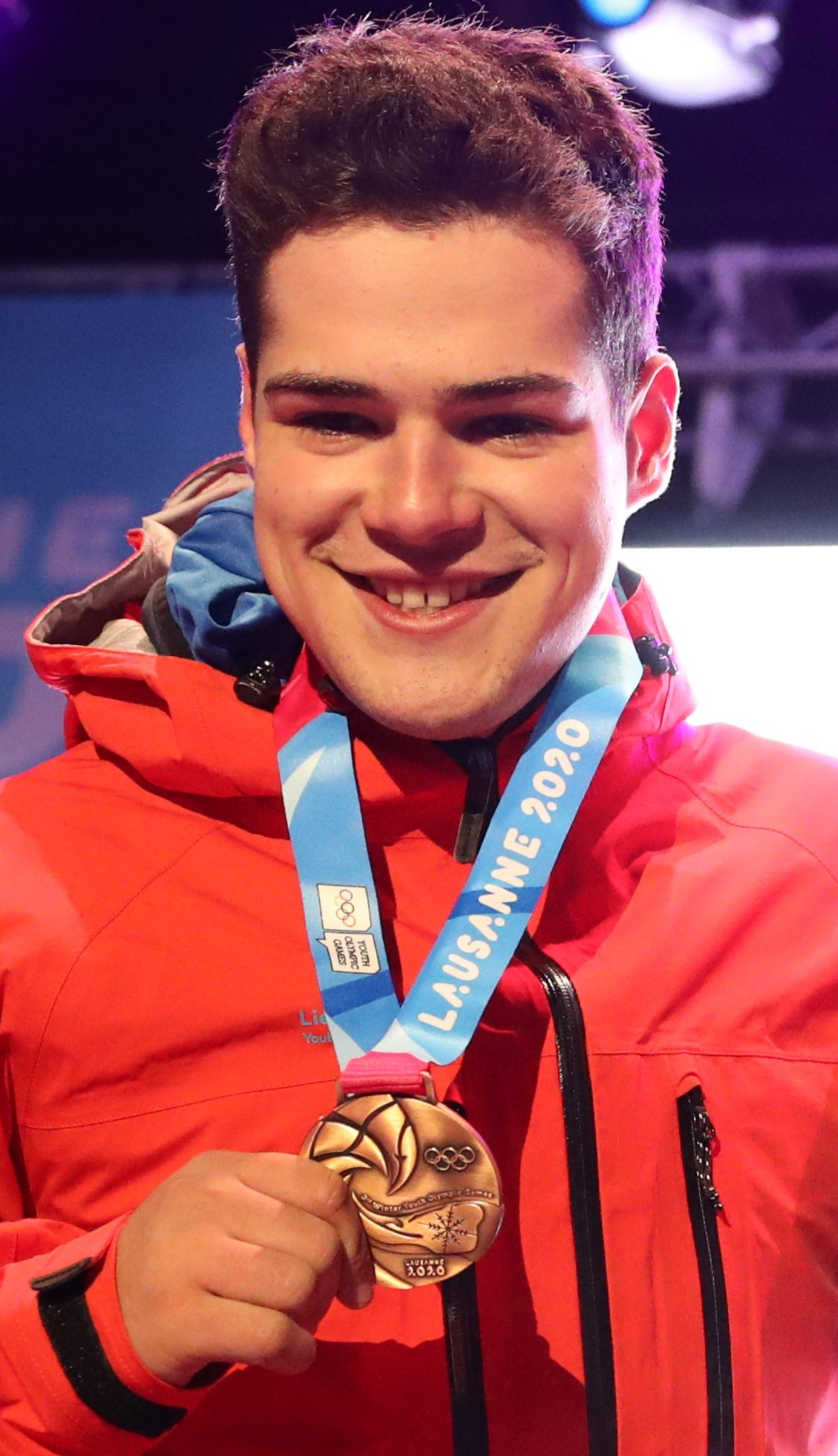
Quentin Sanzo, medaglia di bronzo con il monobob alle Olimpiadi giovanili di Losanna 2020

Ai Giochi di Garmisch-Partenkirchen 1936 il barone Eduard Theodor von Falz-Fein e Eugen Büchel gareggiarono nella gara del bob a due, finendo al 18º posto, il che venne visto come un grande successo per il piccolo paese.
Alle Olimpiadi di Cortina d'Ampezzo 1956, Moritz Heidegger e Weltin Wolfinger giunsero ultimi al termine della seconda delle quattro manche e quindi non sono ripartiti. Due settimane dopo, i due atleti parteciparono ad una gara a St. Moritz-Celerina. Durante la discesa il bob sbandò facendo crollare la pista: a seguito di ciò il bob si è ribaltato più volte. Nonostante indossasse il casco, Moritz Heidegger fu colpito duramente alla nuca dai paraurti. Il presidente dell'Associazione del Liechtenstein, Eduard von Falz-Fein, portò immediatamente Heidegger all'ospedale di Samedan. Tuttavia, Heidegger non riprese più conoscenza e morì pochi giorni dopo. Per questo motivo in Liechtenstein lo sport del bob fu temporaneamente vietato.
Nel 1989 venne fondato il Gründung des Bob & Skeleton Club Liechtenstein per riprendere la pratica sportiva: realizzate le strutture necessarie, negli anni successivi si ottennero alcuni discreti risultati, che portarono alla partecipazione a gare di Coppa del Mondo, Coppa Europa e Coppa America.
I bobbisti liechtensteinesi riuscirono a qualificarsi per i Giochi di Vancouver 2010, tuttavia nella prima manche della gara olimpica il bob a due di Michael Klingler e Thomas Dürr si ribaltò a metà della discesa, facendo cadere il frenatore sulla pista, mentre in seguito il bob riusci a rimettersi in piedi e arrivare in fondo al traguardo. Klingler riportò però una commozione cerebrale, compromettendo anche la partecipazione del bob a quattro, che non disputò la gara.
Nel 2014 la Federazione di bob e skeleton liechtensteinese aggiunse una sezione dedicata al monobob, anche ler promuovere la partecipazione dei giovani atleti. Gabriel Ospelt riuscì così a qualificarsi per i Giochi Olimpici della Gioventù di Lillehammer 2016 (7º posto), mentre il diciassettenne Quentin Sanzo vinse la medaglia di bronzo ai Giochi olimpici giovanili di Losanna 2020.

## Partecipazione ai giochi olimpici invernali

### Bob a quattro uomini
| Anno | Città     | classifica | Composizione                                                  |
| ---- | --------- | ---------- | ------------------------------------------------------------- |
| 2010 | Vancouver | DNS        | Michael Klingler, Jürgen Berginz, Thomas Dürr, Richard Wunder |

### Bob a due uomini
| Anno | Città                  | classifica | Composizione                               |
| ---- | ---------------------- | ---------- | ------------------------------------------ |
| 1936 | Garmisch-Partenkirchen | 18°        | Eduard Theodor von Falz-Fein, Eugen Büchel |
| 1956 | Cortina d'Ampezzo      | DNF        | Moritz Heidegger, Weltin Wolfinger         |
| 2010 | Vancouver              | DNF        | Michael Klingler, Thomas Dürr              |